# Espiner llenyataire
L'espiner llenyataire (Anumbius annumbi) és una espècie d'ocell en la família Furnariidae. És l'únic membre del gènere Anumbius d'Orbigny et Lafresnaye, 1838.
La hi troba a l'Argentina, Brasil, el Paraguai, Uruguai. Els seus hàbitats naturals són pasturatges subtropicals o tropicals, estacionalment humits o inundats.